# 山名氏豊
山名 氏豊（やまな うじとよ）は、戦国時代から安土桃山時代にかけての武将。南条氏の家臣。伯耆国久米郡打吹城主。

## 経歴
氏豊は伯耆守護であった山名氏の一族で山名豊之、政之の子孫にあたる。「伯耆民談記」によれば氏豊は各地を転々とした後、安芸国で毛利氏に仕えたといい、永禄5年（1562年）頃、伯耆へ帰国した。帰国後、南条氏の下へ入った氏豊は久米郡の倉吉周辺の僅かな村邑を領有したが、先代の頃の勢いを回復するのは、もはや不可能となっていた。
天正8年（1580年）8月、南条・毛利間で長和田・長瀬川の戦いが起こると氏豊は旧山名家重臣らと共に出陣、奮戦するも敗北し、敗走を余儀なくされた。同年8月、鹿野へ逃れる途中の因幡国気多郡内にて落ち武者狩りをしていた地侍・長田肥前や福井興七郎らに遭遇、従者の四宮源蔵と共に討ち取られた。